# دبليو. سي. مورو
دبليو. سي. مورو (بالإنجليزية: W. C. Morrow)‏ (7 يوليو 1854 - 1923)؛ روائي أمريكي.

## روابط خارجية
- دبليو. سي. مورو على موقع IMDb (الإنجليزية)